# Idaea flava
Idaea flava là một loài bướm đêm trong họ Geometridae.